# Nervo cutâneo medial do braço
O nervo cutâneo medial do braço, também conhecido como nervo cutâneo braquial mediano, é distribuído na pele do lado braquial mediano do braço.

## Anatomia
O nervo cutâneo medial do braço é o menor ramo do plexo braquial, que surge a partir do cordão medial, recebendo suas fibras do oitavo nervo cervical e do primeiro nervo torácico. Ele passa através da axila, primeiro por trás, e depois medial à veia axilar, e se comunica com o nervo intercostobraquial. Desce ao longo do lado medial da artéria braquial até o meio do braço, onde penetra a fáscia profunda e é distribuído na pele da parte posterior do terço inferior do braço, estendendo-se até o cotovelo, onde alguns filamentos são perdidos na pele na frente do epicôndilo mediano, e outros sobre o olécrano. Ele se comunica com o ramo ulnar do nervo cutâneo medial do antebraço.
Na maioria dos casos, dois ramos dos nervos cutâneos mediais do braço e antebraço acompanham a veia basílica, geralmente na posição medial/lateral, mas também aparecendo em outras posições como anterior, posterior/medial e posterior. Em uma pesquisa, os nervos cutâneos mediais do braço e antebraço mostraram ter uma média de oito ramificações, podendo variar entre quatro e doze, normalmente rentes à veia basílica e ao epicôndilo medial do úmero.

## Epônimo
O termo "nervo de Wrisberg", nomeado em homenagem ao anatomista Heinrich August Wrisberg, tem sido usado para descrever este nervo. No entanto, o termo também pode se referir ao ramo do nervo intermediário do nervo facial.

## Imagens adicionais

Plexo braquial.
Plexo braquial com cursos dos nervos espinhais apresentados
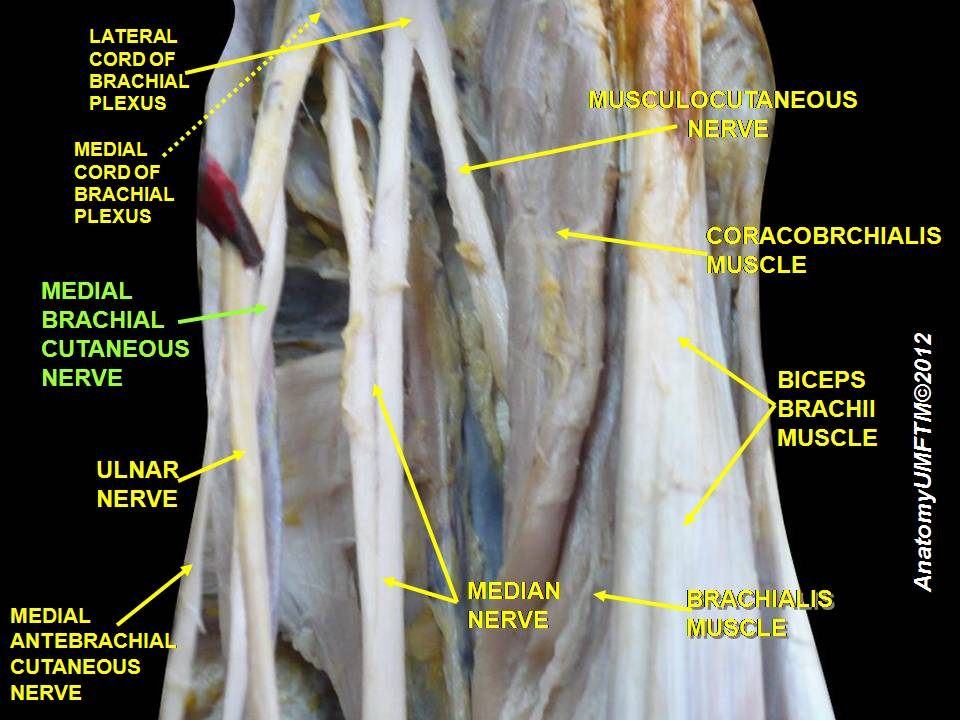
Nervo cutâneo medial do braço.
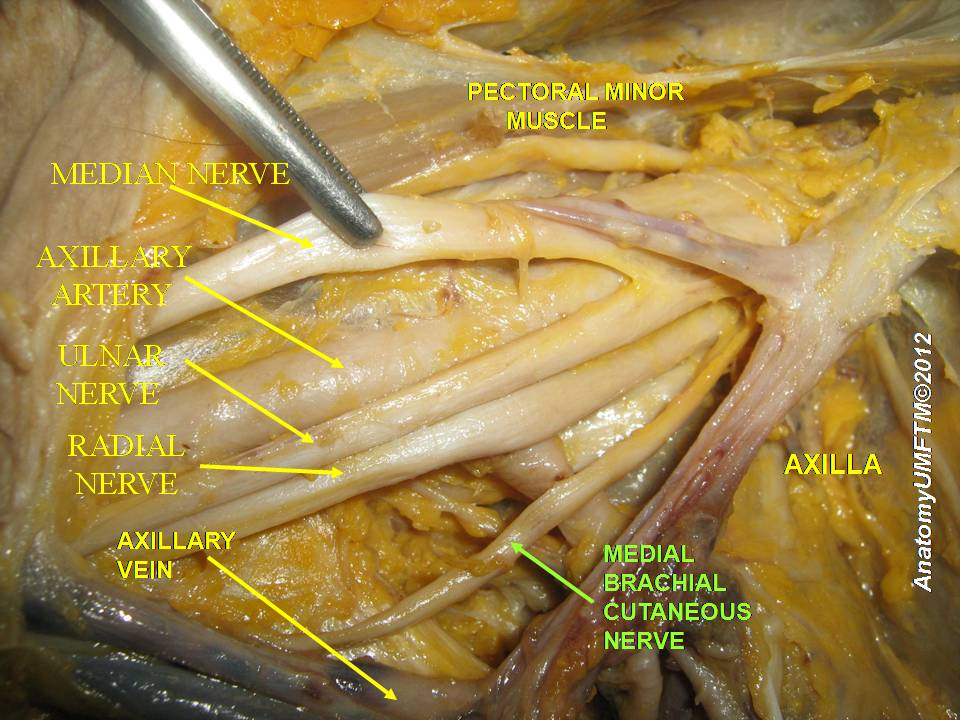
Nervo cutâneo medial do braço.
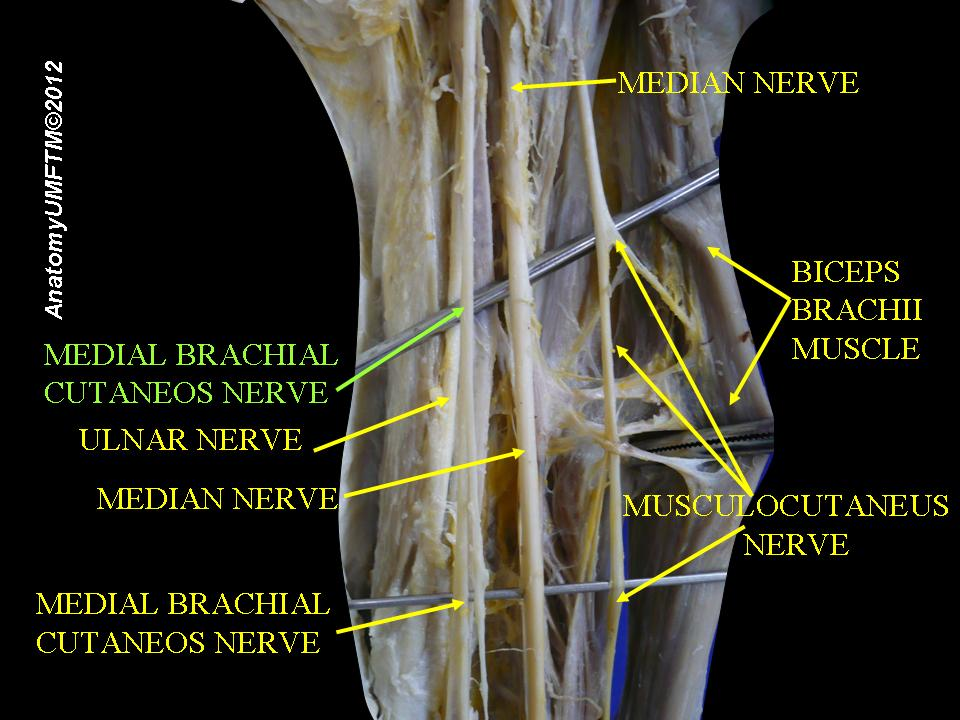
Nervo cutâneo medial do braço.
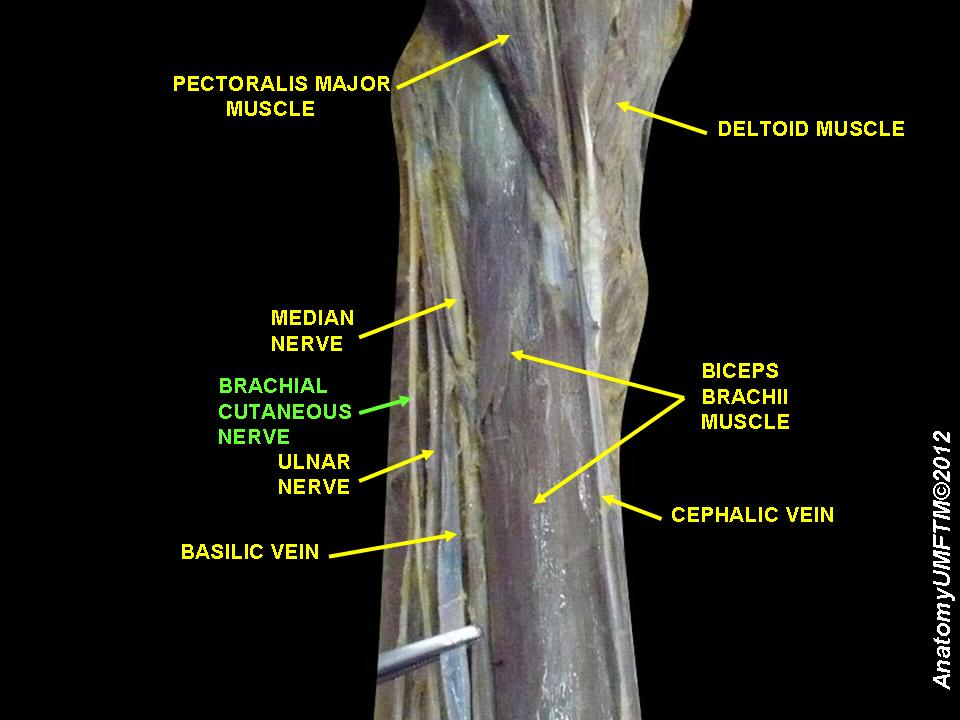
Nervo cutâneo medial do braço.
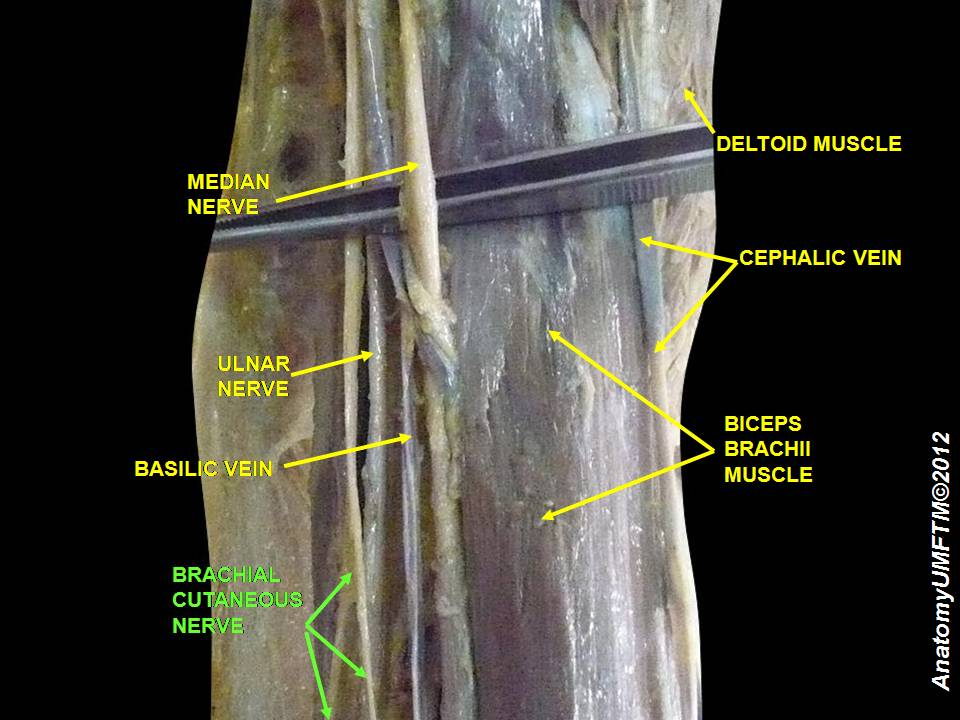
Nervo cutâneo medial do braço.
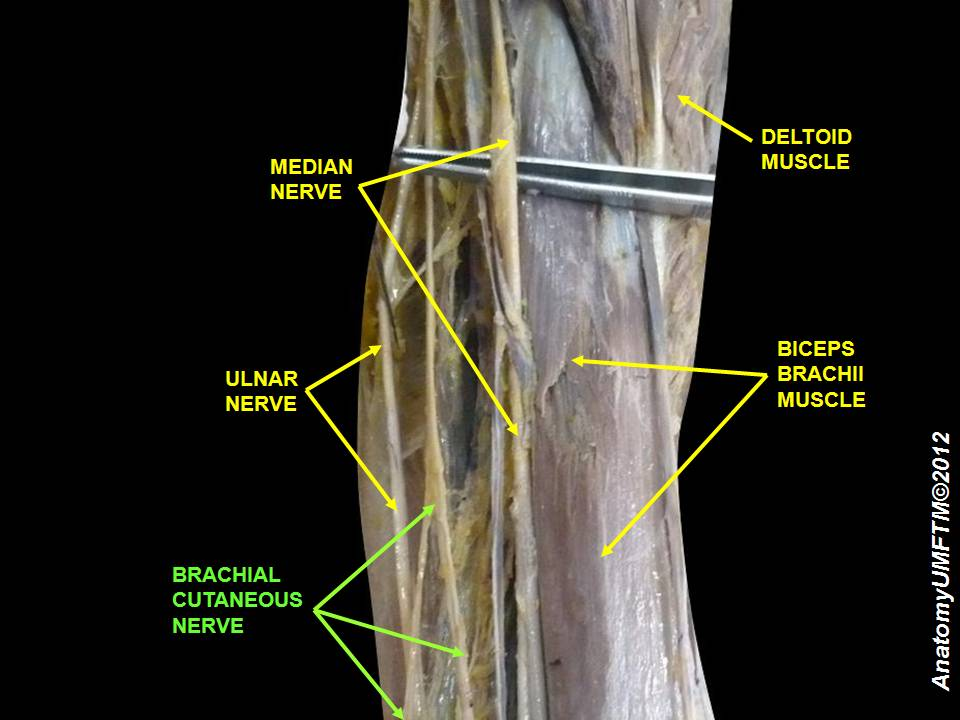
Nervo cutâneo medial do braço.
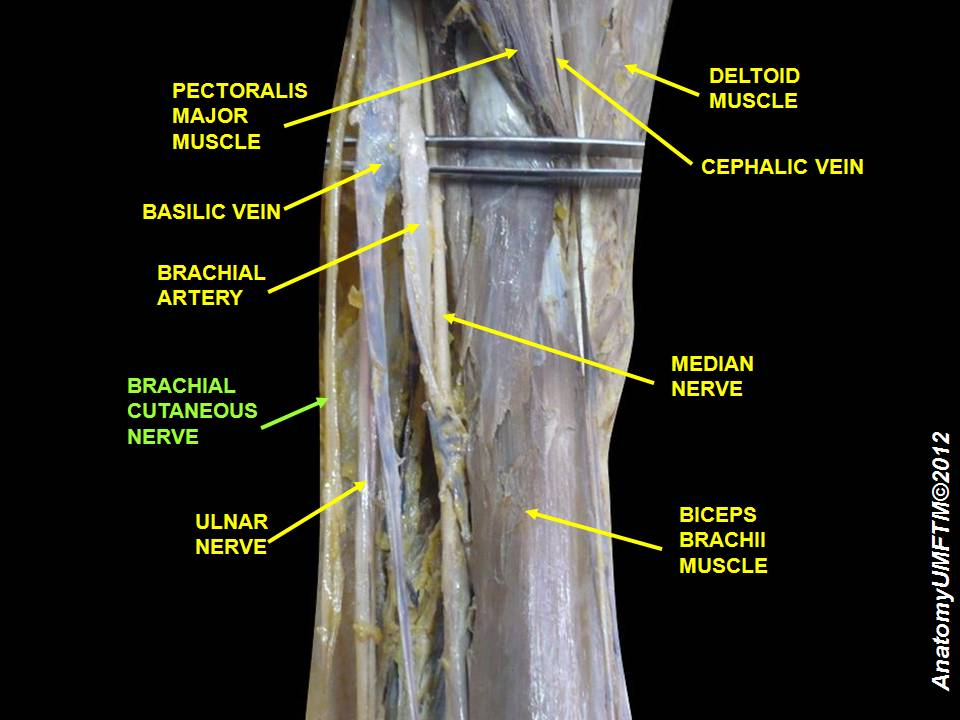
Nervo cutâneo medial do braço.
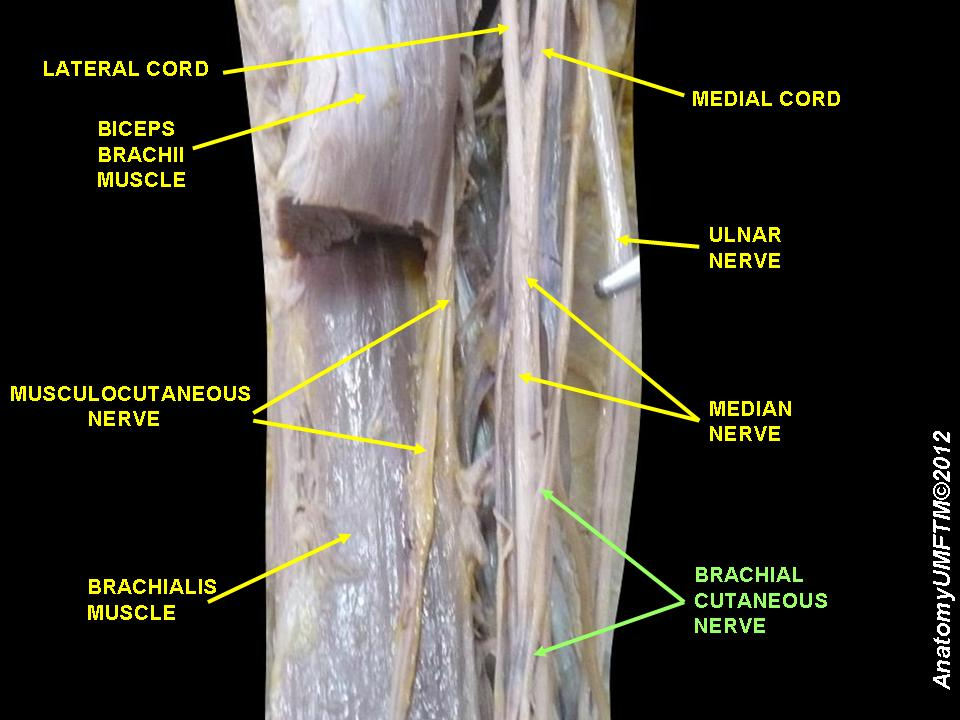
Nervo cutâneo medial do braço.
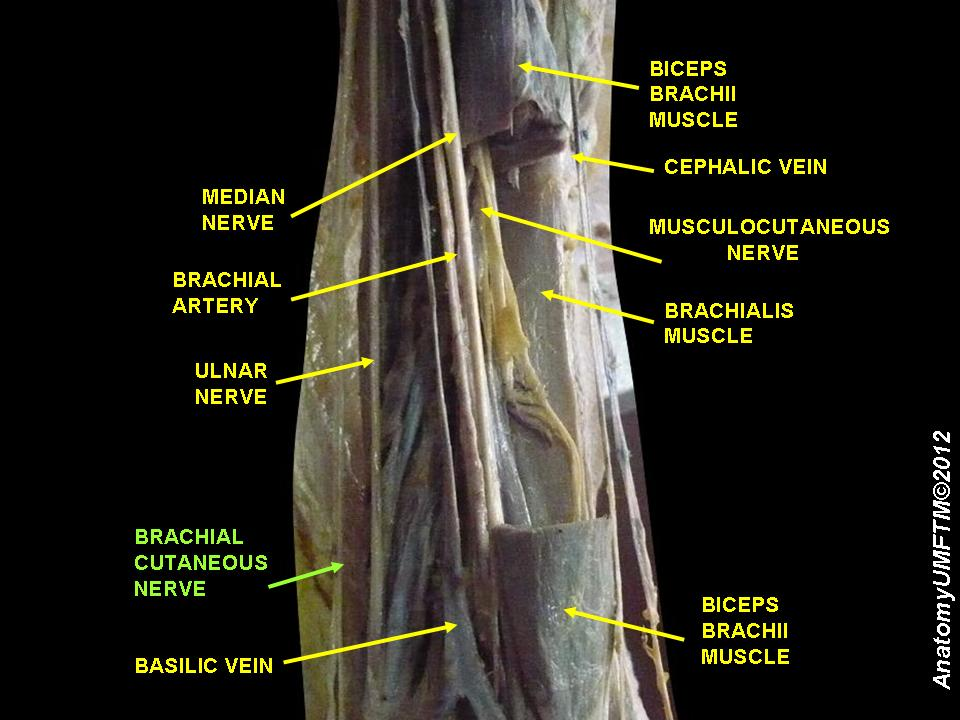
Nervo cutâneo medial do braço.
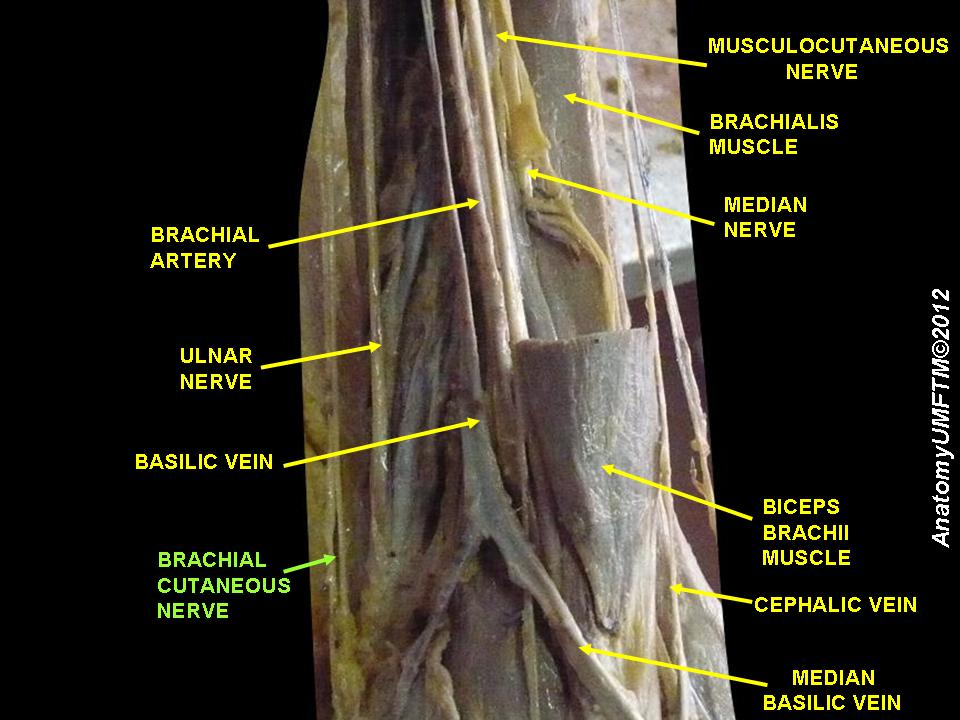
Nervo cutâneo medial do braço.
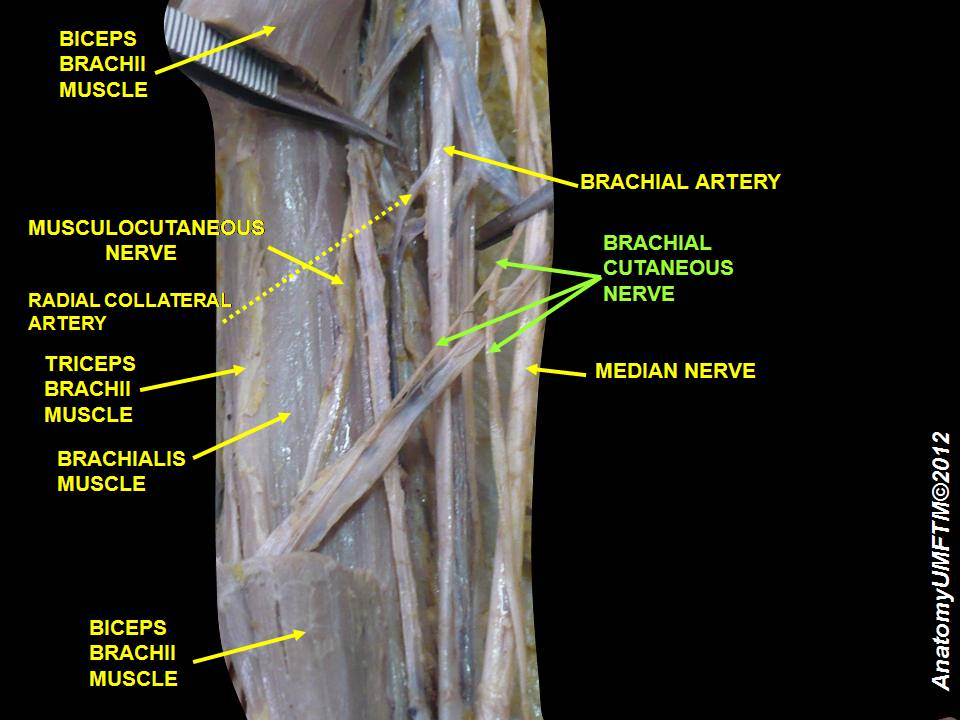
Nervo cutâneo medial do braço.
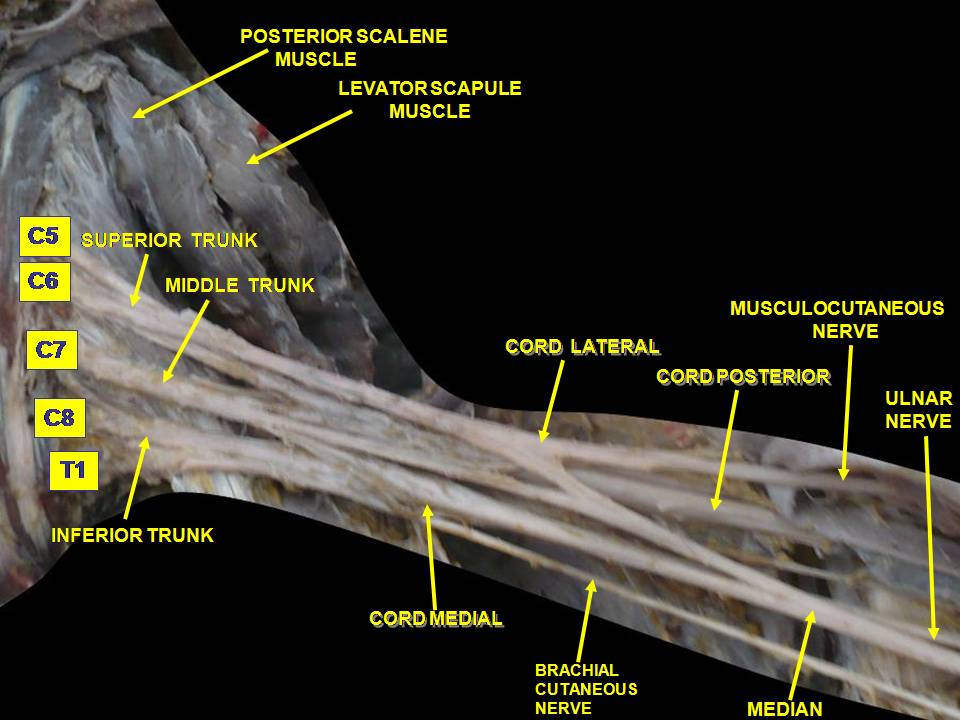
Dissecção profunda do plexo braquial, em vista anterolateral>